# Calotelea
Calotelea är ett släkte av steklar. Calotelea ingår i familjen Scelionidae.

## Dottertaxa tillCalotelea, i alfabetisk ordning[1]
- Calotelea affinis
- Calotelea amabilis
- Calotelea anthracina
- Calotelea artus
- Calotelea atra
- Calotelea aurantia
- Calotelea auriventria
- Calotelea aurulenta
- Calotelea bicolor
- Calotelea caloptera
- Calotelea cameroni
- Calotelea cincta
- Calotelea delicatula
- Calotelea elegans
- Calotelea erythrothorax
- Calotelea fasciata
- Calotelea fasciatipennis
- Calotelea flava
- Calotelea gracilis
- Calotelea immaculata
- Calotelea indica
- Calotelea lutea
- Calotelea maculata
- Calotelea mellea
- Calotelea nebulosa
- Calotelea ocularis
- Calotelea originalis
- Calotelea pulchripennis
- Calotelea pulla
- Calotelea puncticeps
- Calotelea ruficollis
- Calotelea striola
- Calotelea tanugatra
- Calotelea vulgaris